# Arnau Albertí
Arnau Albertí (Muro, Mallorca 1480 - Patti, Sicília, 1545), fou un teòleg, lul·lista i inquisidor mallorquí.
Estudià dret civil a la Universitat de Lleida (1499- 1504) i de dret canònic a Pavia on es va graduar el 1509. Fou canonge de la Catedral de Mallorca des del 1510 i va ésser inquisidor de la mateixa ciutat entre 1517 i 1523, de València entre 1521 i 1527 i de Patti, Sicília, de 1534 a 1543. El seu pensament eclèctic el portà a moderar la persecució contra la família de Joan Lluís Vives.
La seva política d'acumular privilegis per al Sant Ofici li va valdre l'enemistat de Ferrante Gonzaga, virrei de l'illa de Sicília, que va aconseguir desposseir-lo del càrrec d'inquisidor. Com a tal, hi va actuar amb fermesa, tot lluitant contra l'entrada de la doctrina luterana a l'illa i excercint una fèrria censura sobre les publicacions editades o introduïdes a Sicília.
Fou un lul·lià que, en alguna de les seves obres, defensà fermament la doctrina de Ramon Llull. Se li atribueixen uns comentaris sobre l'Ars Magna de Llull. (Commentaria super artem Magistri Raymundi Lulli, ca. 1533).
Altres obres seves són la Repetitio nova siue commentaria rubicae De haereticis, de 1526, publicada a València per Francesc Romaní el 1534, i reeditada a Venècia el 1587, en la que reivindicava l'ortodòxia de Ramon Llull;
el Directorium inquisitorium, elaborat contra el de Nicolau Eimeric; el Tractatus seu quaestio de Secreto, editat a València, Joan Jofre 1528, i novament portat a la impremta a València, Francesc Romaní 1534;
i el Tractatus de agnoscendis assertionibus catholicis et haereticis, publicat a Palermo, Joan Mathei de Mayda 1554 i reeditat a Venècia el 1571 i a Roma el 1572. Aquesta obra va aparèixer entre les prohibides de l'Índex de la Inquisició, juntament amb De propositionibus haereticis corrigendis. Sembla que una part de la seva obra manuscrita es va perdre en un naufragi.